# Borsódy László (keramikus)
Borsódy László (Budapest, 1938. március 22. –) magyar kerámiaművész.

## Élete
Szabadiskolai tanulmányok (Bonyhád: Palkó József; Budapest: MOM és Fő utcai Ferenczy szabadiskola) után 1963-ban dicsérettel diplomázott a Magyar Iparművészeti Főiskola kerámia szakán. Mesterei Borsos Miklós és Csekovszky Árpád voltak. 1963 és 1986 között a Szentendrei Épületkerámia Üzemben dolgozott, mint tervező és kivitelező: épület rekonstrukciós feladatokat oldott meg, falburkolatokat, térelválasztókat, kutakat, cserépkályhákat tervezett. Megbízásra faliképeket, burkolatokat tervezett és kivitelezett.
Köztéri munkái között szerepel az IBUSZ központi irodájának mázas, plasztikus fali kompozíciója, a Győri Kórház díszkútja, a müncheni Kunstkabinet cégér-domborműve, az ózdi kohászati művekben található tükörrel kombinált mázas dombormű, a csongrádi egészségház kertjében lévő pirogránitüveg plasztika , szentendrei fali dombormű és barokk címer. Közel húsz kiállításon vett rész itthon és külföldön, köztük többször Németországban, valamint Olaszországban és Lettországban.
Egyéni művészi pályáját a nagy-, és kis méretű körplasztikák készítése határozza meg. „Ez alapvető mű együttessé válik életművében, s lehetőséget adott egy speciális formavilág kialakítására. Térformái abszolút szobor jelleget öltenek” – Dr. Feledy Balázs (Magyar Iparművészet, 2016/8. 29.oldal) A növényi-, és makro világ munkáinak fő ihletője, tárgyai önálló gondolati tartalmakat hordoznak.
Saját műtermében alkot keramikus feleségével (B. Urbán Teréz) és lányával (Borsódy Eszter). Alkotásaival rendszeresen részt vesz egyéni és csoportos kiállításokon.

## Egyéni kiállítások
- 1973 • Dürer Terem, Gyula • Művésztelepi Galéria, Szentendre
- 1974 • TV Galériája • Művelődési Központ, Tata
- 1975 • Fészek Klub, Budapest
- 1976 • Kunst Museum, München
- 1977 • Kossuth Múzeum, Cegléd • Művelődési Ház, Oroszlány • Kuny Domonkos Múzeum [Lőrincz Győző, Pázmándy Antal és Thury Levente keramikusművészekkel], Tata
- 1982 • Pest megyei Oktatási Központ
- 1983 • Művésztelepi Galéria, Szentendre
- 1984 • Megyei Művelődési Központ, Salgótarján
- 1985 • Művelődési Ház, Kiskunfélegyháza
- 1990 • Péter-Pál Galéria, Szentendre
- 1993 • Drezdner Bank, Wertheim (D).
- 2009 • Péter-Pál Galéria, Szentendre
- 2013 • Kájoni János Közösségi Ház Galériája, Budapest
- 2016 • Péter-Pál Galéria, Szentendre
- 2022 • Gádor-díj kiállítás a MKISZ Székház Galériájában

## Válogatott csoportos kiállítások
- 1967, 1974 • Nemzetközi Kerámia Kiállítás, Faenza
- 1970, 1972, 1978, 1982 • I., II., V., VII. Országos Kerámia Biennálé, Pécs
- 1972 • Magyar iparművészet, Prága
- 1973 • Szimpozion kiállítás, Dzintari, Riga
- 1975 • Magyar iparművészet, Varsó
- 1978 • Szimpozion kiállítás, Römhild, Meiningen
- 1981 • Vonal, Óbuda Galéria, Budapest
- 1982 • Szocialista Országok Iparművészeti Quadriennáléja, Erfurt
- 1986, 1990 • Pest megyei iparművészeti kiállítás, Képtár, Szentendre
- 1987 • Meiningen
- 1994 • Magastűzön, MKT, Gödöllői Galéria
- 1995 • Kettőspont, Művésztelepi Galéria, Szentendre
- Őszi Kerámia kiállítás, Magyar Keramikusok Társasága • Csók Galéria, Budapest
- XX. századi magyar keramikusok. Válogatás az Iparművészeti Múzeum, Budapest gyűjteményéből, Iparművészeti Múzeum, Budapest
- Az agyag mesterei, Vigadó Galéria, Budapest
- 1999 Szentendrei Tárlat, Szentendre, Művészet Malom
- 2011 III.SZEKKO „Szentendre Vonzásában” Kortárs Iparművészet, Szentendrei Képtár
- 2015 „Harmónia” MAOE – Művészeti Tárlat, Malom Galéria, Szentendre
- 2016 Péter-Pál Galéria, Iparművészeti Kiállítás
- 2016 XX. MKISZ Őszi Kerámia Tárlat
- 2017 XXI. MKISZ Őszi Kerámia Tárlat
- 2017 Organikus művészet kiállítás, Széphárom Galéria, Budapest
- 2017 Péter-Pál Galéria 30 éve, Péter-Pál Galéria, Szentendre
- 2018 XXII. MKISZ Őszi Kerámia Tárlat
- 2019 XXIII. MKISZ Őszi Kerámia Tárlat
- 2020 XXIV. MKISZ Őszi Kerámia Tárlat
- 2021 Horizont, MAOE -Szeged, REÖK Palota
- 2021 Országos Kerámiaművészeti  Biennálé, Pécs
- 2021 XXV. MKISZ Őszi Kerámia Tárlat
- 2022 "Tett" - Siklósi Szimpo '69 '70 - Szombathelyi Schrammel Gyűjtemény
- 2022  "Petőfi 200" - Kecskeméti Cifrapalota
- 2022 XXVI. MKISZ Őszi Kerámia Tárlat

## Szimpozionok
Siklós Kerámia Szimpozion (1969), Dzintari Symposion, Riga Lettország; (1973), Römhild kerámia Symposion, Németország;  Kecskeméti Nemzetközi Kerámia Szimpozion (1978), Kecskeméti Nemzetközi Tűzzománc Szimpozion (1986) résztvevője volt.
A Művészeti Alap, majd MAOE tagja (1963), elnökségi tagja; a Magyar Képző- és Iparművészek Szövetségének tagja (1965), területi tanács titkárhelyettes; a szentendrei iparművészeti Péter-Pál Galéria Egyesület alapító tagja (1988), elnöke. A Magyar Keramikusok Társaságának tagja (1995).

## Művek közgyűjteményekben
Ferenczy Múzeum, Szentendre • Iparművészeti Múzeum, Budapest • Janus Pannonius Múzeum, Pécs • Képtár, Várpalota • Kerámia Múzeum, Römhild • Nemzetközi Kerámia Stúdió Gyűjteménye, Kecskemét • Városi Múzeum, Meiningen.

## Köztéri munkái
- 1968 - Plasztikus fali kompozíció (mázas kerámia, 1968, Bp., IBUSZ-iroda);
- 1969 - díszkút-virágtartók (1969, Gyor, kórház);
- 1970 - figurális domborművek, címerek, kályhák (1970, Bp., Budafoki Borkombinát);
- 1976 - cégér (1976, München, Kunst Kabinet);
- 1977 - dombormű (mázas kerámia, tükör betéttel, 1977, Ózd, Kohászati Művek étterme);
- 1978 - ivókút és falplasztika (mázas kerámia, Szentendre, patika);
- 1979 - virágtartócsalád (1979, Bp., Szikra Lapkiadó irodaháza);
- Madarak (mázas kerámia dombormű, Üllő, Könyvtár);
- térelválasztó rács (Eger, Török Fürdő);
- 1983 - virágtartó együttes (1983, Vác, házasságkötő terem);
- 1984 - plasztika (pirogránit, üvegbetét, 1984, Csongrád, egészségház);
- 1985 - akusztikus burkolat (1985, Bp., Állatorvosi Egyetem);
- 1986 - Szent László (mázas kerámia, fali dombormű, 1986, Szentendre, Ferences Gimnázium);
- 1987 - térelválasztó rács (mázas kerámia, 1987, Salgótarján, OFOTÉRT);
- 1988 - plasztikus barokk címer (mázas kerámia, 1988, Szentendre, a Városháza díszterme és homlokzata);
- 2002 - Grecciói jelenet Szent Ferenc életéből (2002, Budapest, II. ker. Kájoni János Közösségi Ház kertje);
- 2007 - Szent Ferenc és a Teremtett világ (2007, Budapest, II. ker. Tövis utcai Kapisztrán Szent János-plébánia utcai falfülkéje)

## Díjak
- 1967 – Faenza, Olaszország – diploma
- 1974 – Faenza, Olaszország – diploma
- 1990 – II. Pest megyei Iparművészeti Tárlat, III. díj
- 1996 - Pro Urbe Szentendre
- 2021 – Gádor István-díj
- 2023 – Ferenczy Noémi-díj